# Роберт (1-й граф Глостеру)
Роберт Глостерський (англ. Robert of Gloucester; бл. 1090, Кан — 31 жовтень 1147, Бристоль) — позашлюбний син англійського короля Генріха I, граф Глостер (з 1122), полководець і керівник партії прихильників імператриці Матильди в період громадянської війни в Англії 1135 -1154 років і один з найбільших державних діячів Англо-Нормандської монархії другої чверті XII століття. У середньовічних джерелах Роберта іноді називали Роберт «Консул», дотримуючись термінології його писарів, часто використовували латинське слово consul замість comes («граф»).

## Біографія

### Походження та освіта

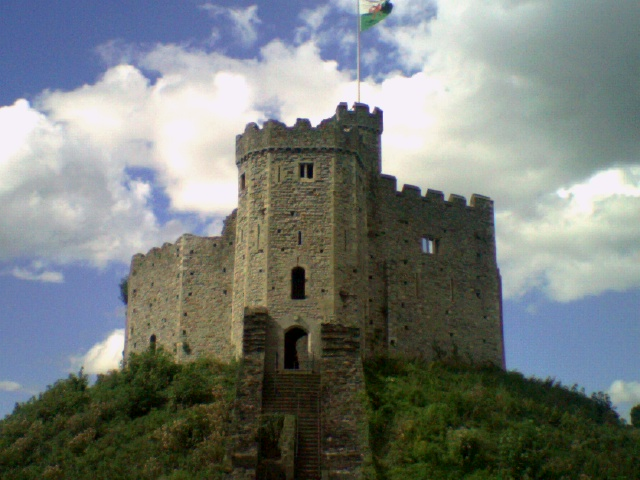
Замок Кардіфф, перебудований Робертом Глостерским в камені.

Роберт був найстаршим з більш, ніж двадцяти побічних дітей Генріха I Боклерка. Очевидно, він народився в кінці 1080-х, оскільки до 1104 року у самого Роберта з'явився перший дитина. У той час Генріх I ще не був ні королем, ні спадкоємцем англійського престолу. Мати Роберта до теперішнього часу однозначно не встановлена. Зазвичай в якості його матері називають Сибіллу Корбі, від якої у Генріха I дійсно було кілька дітей, проте з урахуванням віку Сибілли (в кінці 1080-х їй виповнилося трохи більше десяти років) ця версія зараз вважається неправдоподібною. Згідно з іншою теорією , матір'ю Роберта була представниця роду Гай або Гайт, небагатій англійської дворянської сім'ї з Оксфордшира. К. Томпсон  вважає, що мати Роберта була за національністю нормандка, що знаходиться в родинних стосунках з родом гайта.
Роберт був визнаний сином Генріха Боклерка вже в момент свого народження. Малоймовірно, що він провів своє дитинство разом з батьком, оскільки в 1087-1096 роках Генріх постійно переміщувався по Англії і Нормандії, а його кар'єра переживала то злети, то падіння. Можливо Роберт виховувався в церковному середовищі. Йому вдалося отримати досить хороше за стандартами того часу освіту. Відомо, що граф Глостер володів латиною, цікавився філософією та історією і в більш пізній час був активним покровителем науки і мистецтва в Англії. Присвятами Роберту Глостеру супроводили свої роботи Джеффрі Монмутський і Вільям Мальмсберійський.

### Граф Глостер і правління Генріха I
У 1113 році Роберт прибув до двору свого батька в Нормандії. Уже в наступному році він одружився з Мабель, старшою дочкою Роберта Фіц-Хемона, великого англо-нормандського барона і завойовника Гламоргана. Це принесло Роберту великі земельні володіння в Глостерширі і інших графствах на валлійському кордоні, а також сеньйорію Гламорган в Південному Уельсі з замком Кардіфф. Крім того, Роберту були передані Евресі і Крей в Нормандії. В 1121 або 1122 роках Роберт був нагороджений титулом графа Глостера. Протягом наступних десятиліть Роберт був визнаним лідером баронів валлійського прикордоння та головною опорою нормандської експансії в Південному Уельсі. Його сеньория Гламорган стала зразком для господарсько-політичної організації англо-нормандськіх володінь на завойованих територіях.
Уже в юності Роберт Глостерський проявив себе як талановитий воєначальник і авторитетний державний діяч. Він користувався особливою прихильністю свого батька і виконував функції радника і капітана королівської армії. У 1119 році Роберт відзначився в битві підр Бремюлем, а в 1123-1124 роках керував військовими операціями з придушення повстання нормандських баронів на чолі з Аморі де Монфором і Галерані де Бомон. Після загибелі єдиного законного сина Генріха I Вільгельма Аделіна в 1120 році Роберт Глостерський став однією з головних опор короля в його намірі забезпечити успадкування англійського престолу за своєю дочкою імператрицею Матильдою. 1 січня 1127 року його першим серед англо-нормандських баронів приніс присягу на вірність Матильді і зобов'язався визнати її королевою після смерті Генріха I. Про роль Роберта в системі державного управління в кінці правління Генріха I свідчить той факт, що на нього було покладено обов'язок утримання фортець Дувр і Кентербері, контролюючих переправу через Ла-Манш,  а також те, що саме у власному Роберту замку Кардіфф містився полонений Роберт ІІ, старший брат Генріха I і претендент на корону Англо-Нормандської монархії. Коли Генріх I смертельно захворів в Нормандії в листопаді 1135 року Роберт залишався з ним до самої смерті короля, що послідувала 1 грудня 1135 року.

### Вибір політичного табору
Після смерті Генріха I Роберт залишався в Нормандії і брав участь в обговореннях питання про кандидатуру наступника престолу. Нормандські барони зупинили свій вибір на Теобальда II (графа Шампані), старшого сина Адель Нормандської, дочки Вільгельма Завойовника. Однак з Англії незабаром прийшло повідомлення, що королем був проголошений і коронований молодший брат Теобальда Стефан Блуаський. Роберт визнав Стефана королем і на Великдень 1136 року взяв участь в урочистому Великій королівській раді в Англії, який підтвердив обрання Стефана. Роберт приніс королю омаж, обумовивши його умовою дотримання Стефаном хартії вольностей, складеної баронами. У цей період, очевидно, Роберт не рахував можливої коронацію імператриці Матильди і не підтримав її вторгнення в південну Нормандію на початку 1136 року. За свідченням автора «Діяння Стефана», деякими баронами в якості кандидатури на престол у свій час пропонувався сам Роберт Глостерський, проте його незаконне походження не дозволяло скільки-небудь серйозно розглядати цей варіант. У будь-якому випадку, Роберт не був суперником Стефана Блуаський в боротьбі за корону, і більш того, за словами Джеффрі Монмутського, в 1136 році виступав одним зі «стовпів» влади короля Стефана.
Слабкістю центральної влади в Англії після смерті Генріха I скористалися валлійці, які на початку 1136 перейшли в наступ на землі англо-нормандських баронів Уельсу. Валлійські князі відвоювали Кармартеншир, значну частину Пембрукшира, знову проникли в Брихейніог і долину Уска. Спроби Стефана організувати відповідний похід в Уельс провалилися. Захист англо-нормандської влади в південному Уельсі лягла на плечі місцевих баронів на чолі з Робертом Глостерським. Він відбив набіги валлійців на Гламорган, проте перейти в наступ йому не вдалося. Відновлення експансії в Уельсі було відкладено через загострення ситуації в Англії. Роберт, ймовірно, розраховував зайняти провідні позиції в королівській адміністрації, проте при дворі на перші ролі вийшли інші аристократи: фламандський воєначальник Вільгельм Іпрський і брати-близнюки Роберт і Галеран де Бомон. Граф Глостер незабаром покинув королівський двір і попрямував до Нормандії. У 1138 році він оголосив про перехід на сторону імператриці Матильди.

### Громадянська війна в Англії
Приєднання Роберта Глостера до прихильників імператриці різко посилило їхні позиції як в Англії, так і в Нормандії. Слідом за Робертом на бік Матильди перейшла значна частина англонормандської аристократії західних і південних графств. В особі свого зведеного брата Матильда придбала авторитетного лідера, талановитого воєначальника і фактичного главу своєї партії. Перші дії Глостера, однак, не були вдалими: в Нормандії він був розбитий Галерані де Бомон, а англійські союзники імператриці зазнали поразки від королівських військ і були відкинуті до Брістоль. В кінці 1138 року Стефан увійшов в Глостер, на початку наступного року - в Вустер. Але 30 вересня 1139 року в Англії, неподалік від замку Арундел, висадився граф Роберт разом з Матільдою і невеликою групою її прихильників. Глостер негайно відправився в Брістоль, який незабаром перетворив в штаб-квартиру і військову базу партії імператриці в Англії, а сама Матильда деякий час залишалася в Еранделе під заступництвом своєї мачухи Аделізи Лувенському. Замок був оточений королем, але зрештою Стефан погодився припинити облогу і дозволити Матильди перебратися в Брістоль.
Закріпившись в Брістолі, Роберт Глостерський розгорнув широкомасштабні військові дії проти короля. Загони Роберта захопили Уарем, Вустер і інші володіння Бомон в західних графствах, здійснювали рейди на володіння короля і його прихильників в Дорсеті, Уилтшире, Беркширі і Оксфордширі. Громадянська війна незабаром перетворилася в безперервні грабіжницькі набіги різних феодалів на землі своїх супротивників, що призводило до спустошення країни і розвалу адміністрації. Кордон територій, контрольованих королем і графом Глостер, пролягала вздовж Котсвольдскіх пагорбів, землі по обидва боки від яких піддавалися найбільшому розорення і поступово безлюделі.
Протягом 1139-1140 років військові дії велися з перемінним успіхом. Положення змінилося в кінці 1140 року, коли на бік імператриці перейшов Ранульф де Жернон, граф Честер і один з найбільших землевласників Середньої і Північної Англії. Головною метою Ранульф було захоплення Лінкольна, незадовго до цього потрапив під контроль короля. У січні 1141 Роберт Глостер зі своїми військами, що включали в тому числі і загони валлійських найманців, прибув на з'єднання з армією Ранульф. 2 лютого 1141 року об'єднані сили графів Глостера і Честера вщент розгромили королівську армію в битві при Лінкольні і взяли в полон самого короля. Стефан Блуаський був поміщений під арешт в Брістолі, а Роберт Глостер з імператрицею попрямували в Вінчестер, де після досягнення угоди з папським легатом Генріхом Блуаський Матильда була обрана королевою Англії. Через два місяці імператриця вступила в Лондон. Однак її правління виявилося недовгим: консолідація сил прихильників Стефана і повстання лондонців змусили Матильду втекти з міста. 14 вересня 1141 року війська імператриці були оточені королівської армією у Вінчестера. Граф Роберт прикривав відхід Матильди, проте не зміг узяти гору над чисельно перевершує армією противника і був узятий в полон. Протягом півтора місяця Роберт утримувався під арештом в Рочестерському замку, наразі 1 листопада 1141 роки не був обміняний на короля Стефана. Обмін полоненими також відбувався в місті Вінчестер і, згідно зі свідченнями хроністів, граф Роберт під час короткої зустрічі з королем запевнив його, що в своїй боротьбі він не має нічого особистого проти Стефана.

### Останні роки життя

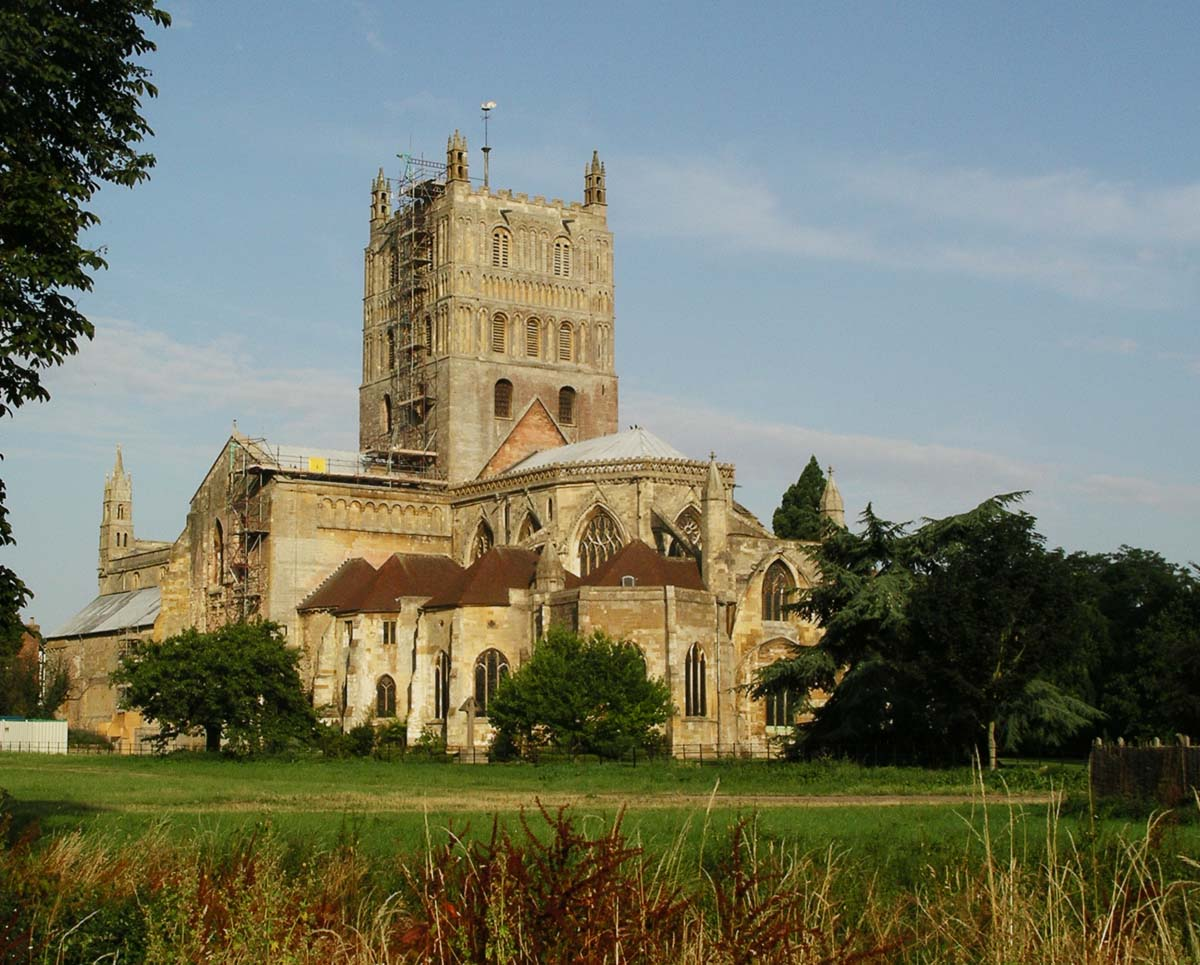
Абатство Тьюксбері, побудоване Робертом Глостерським

Після звільнення Роберта громадянська війна продовжилася. Незабаром, однак, стало очевидним неможливість жодної зі сторін здобути беззастережну перемогу. У 1142 році граф Глостер відправився в Нормандію, намагаючись домогтися від Жоффруа Плантагенета, дружина імператриці Матильди, військової підтримки, але зазнав невдачі: для Жоффруа важливішим було підпорядкування Нормандського герцогства, яке він і завершив до 1145 році. В Англії Роберт повернувся з загоном лише в 300-400 вершників і Генріхом Плантагенетом, старшим сином Матильди. Тим часом королівські війська поступово витісняли загони Глостера з Беркшира, Оксфордшира і Уїлтшира. Восени 1142 упав Оксфорд, а імператриця була змушена таємно втекти з міста під покровом ночі. У 1143 році Роберту вдалося здобути перемогу над королівської армією у Вілтона і взяти Шерборн. Позиції сторін знову стабілізувалися. Граф Глостер продовжував, за висловом автора «Діяння Стефана» , правити територією «від моря до моря» (тобто від Брістольського затоки до узбережжя Ла-Маншу в Дорсеті), встановивши в її межах відносний порядок і спокій.
В кінці 1145 року на бік Стефана перейшов молодший син Роберта Філіп, комендант Криклейд і Чіренчестера, що призвело до втрати цих стратегічно важливих замків. Королю також вдалося здобути перемогу при Фарінгтон, відрізавши прихильників імператриці в Уоллінгфорде і долині Темзи від основних сил в західних графствах. Глостер і Брістоль опинилися під загрозою. Роберт був змушений піти на переговори про перемир'я з королем. У 1147 році граф зробив останню спробу переламати хід війни, зробивши напад на ФАРН в Сурреї. Однак це підприємство не принесло результату. Роберт повернувся в Брістоль для збору нової армії, але захворів лихоманкою і 31 жовтня 1147 помер. Він був похований в монастирі Сент-Джеймс, заснованому ним неподалік від Брістольського замку.
Смерть Роберта Глостера виявилася згубною для інтересів Матильди в Англії. Її прихильники поступово переходили на бік короля. Присутність Генріха Плантагенета не могло врятувати ситуацію. У лютому 1148 імператриця, а потім і її син, покинули Англію.

## Шлюб і діти
Роберт Глостерський був одружений (бл. 1114) на Мабель Фіц-Роберт (пом. 1156), щодо дочки Роберта Фіц-Хемона, лорда Глостера і Гламоргана, і Сибілли Монтгомері. Їхні діти:
- Вільям Фіц-Роберт (пом. 1186), 2-й граф Глостер, одружений з Хавіс, дочкою Роберта де Бомон, 2-го графа Лестерського;
- Роджер Фіц-Роберт (пом. 1179), єпископ Вінчестера;
- Річард Фіц-Роберт (пом. 1175), сеньйор де Крей;
- Хемон Фіц-Роберт (убитий в 1159 при облозі Тулузи);
- Роберт Ілчестерський (можливо, байстрюк, пом. до 1157), одружений з Хавіс, дочкою Болдуїна де Редверса, графа Девона;
- Матильда (пом. 1189), одружена з Ранульф де Жерноном, графом Честер;
- Филипп (ум. после 1147), каштелян Крикслейда, участник Другого хрестового  походу;

Крім того, від Ізабелли, сестри Річарда Дуврського, єпископа Байо, у Роберта був побічний син Річард (пом. 1142), який в 1135 року також став єпископом Байо.